# Шаховски клуб Партизан
Шаховски клуб Партизан је шаховски клуб из Београда, Србија, саставни део ЈСД Партизан. Основан је 1947. године и, током његове историје, члан овог клуба био је Светозар Глигорић, један од најбољих југословенских и српских шахиста. Сем тога, освојио је 24 шампионска пехара и 19 трофеја намењених победнику националног купа.
Чланови ШК Партизан су као репрезентативци, донели нашој земљи велики број медаља са шаховских олимпијада и европских првенстава. Уз Глигорића, то су остварили и Александар Матановић, Милан Матуловић, Петар Трифуновић, Боривоје Ивков, Владимир Раичевић. У својој богатој историји, шахисти Партизана освојили су 38 Олимпијских медаља, 3 Светске медаљe, 31 Европску медаљu, 48 титула првака државе, 18 титула победника купа државе.

## Успеси
- Куп шампиона (1) : 1956.
- Западноевропски куп (1) : 1954.
- Митропа куп (1) : 1953.
- Државни прваци (24) : 1947, 1949, 1952, 1954, 1955, 1956, 1960, 1961, 1962, 1963, 1964, 1965, 1969, 1971, 1972, 1973, 1974, 1978, 1979, 1980, 1989, 1995, 2006. Жене : 1996.
- Освајачи националног купа (19) : Мушкарци : 1958, 1961, 1962, 1963, 1965, 1982, 1988, 1989, 1994, 1995, 2005, 2006. Жене : 1980, 1981, 1986, 1987, 1988, 1990, 1993.